# Louis de Mecklembourg-Schwerin
Louis de Mecklembourg-Schwerin (en allemand : Ludwig zu Mecklenburg), né le 6 août 1725 à Grabow et mort le 12 septembre 1778 à Schwerin, est un prince de la Maison de Mecklembourg. Il est l'héritier du duché de Mecklembourg-Schwerin de 1756 à sa mort et le père de Frédéric-François Ier de Mecklembourg-Schwerin.

## Biographie
Louis est le troisième enfant et second fils de Christian-Louis II de Mecklembourg-Schwerin (1683–1756), et de sa femme Gustave-Caroline de Mecklembourg-Strelitz (1694–1748).
Après la mort de son père en 1756, son frère devient duc sous le nom de Frédéric II : le 2 mars 1746, il épouse Louise-Frédérique de Wurtemberg mais leurs quatre enfants sont tous décédés en bas âge. Héritier présomptif de son frère aîné, il meurt avant lui et ses droits passent à son fils Frédéric-François, qui succède à son oncle en 1785.

## Mariage et descendance
Le 13 mai 1755, à Schwerin, Louis épouse Charlotte de Saxe-Cobourg-Saalfeld (1731–1810), fille de François-Josias de Saxe-Cobourg-Saalfeld, et d'Anne-Sophie de Schwarzbourg-Rudolstadt.
Ils ont deux enfants :
- Frédéric-François Ier de Mecklembourg-Schwerin (1756 – 1837); marié en 1775 à Louise de Saxe-Gotha-Altenbourg.
- Sophie-Frédérique de Mecklembourg-Schwerin (1758 – 1794); mariée en 1774 à Frédéric de Danemark (1753-1805).